# Ucides occidentalis
Ucides occidentalis is een krabbensoort uit de familie van de Ucididae. De wetenschappelijke naam van de soort is voor het eerst geldig gepubliceerd in 1897 door Ortmann.